# 波普縣 (明尼蘇達州)
波普縣（英語：Pope County）是美國明尼蘇達州西部的一個縣。面積1,858平方公里。根據美國2000年人口普查，共有人口11,236人。縣治格倫伍德（Glenwood）。
成立於1862年2月20日，縣名紀念美國內戰軍官約翰·波普 （John Pope）。